# ベッティーナ・バンジ
ベッティーナ・バンジ（Bettina Bunge, 1963年6月13日 - ）は、旧西ドイツの元女子プロテニス選手。1980年代に活躍し、旧西ドイツのテニス界の黄金期を築いた先駆者のひとりである。ドイツ人のビジネスマンであった父親の仕事の関係で、スイス・アドリスウィルに生まれる。現役時代はアイドル性のあるキャラクターとして人気が高く、日本では“元祖アイドル”とまで呼ばれた。身長173cm、体重57kg、右利き。WTAツアーでシングルス4勝、ダブルス2勝を挙げた。

## 来歴
ベッティーナ・バンジの少女時代は、父親が魚を取り扱う仕事に従事していたため、移転の多い生活だった。ベッティーナがスイスで生まれた後、一家はペルーに移転し、そこで14年間を過ごした。その間に、ベッティーナは13歳でペルーの女子ジュニアのナンバー1になっている。それから一家はアメリカ・フロリダ州マイアミに移った。ベッティーナは1978年の全米オープンでいきなり本戦3回戦に進出し、この年から女子テニスツアーの世界ランキングに登場する。1979年に16歳でプロ入りし、全仏オープンでベスト16進出を決めた。1980年から女子テニス国別対抗戦「フェデレーション・カップ」（現在の名称はフェドカップ）の西ドイツ代表選手となる。1980年10月にスウェーデン・ストックホルムの大会で、女子ツアー初の決勝進出を果たす。
1982年がバンジのキャリアの最盛期で、日本のテレビ東京主催の大会を含む年間3勝を記録した。ウィンブルドンでは自己最高のベスト4に進出し、準決勝でマルチナ・ナブラチロワに 2-6, 2-6 で敗れた。ダブルスでもクラウディア・コーデ＝キルシュと組み、全仏オープンベスト8に入った後、ウィンブルドンと全米オープンの2大会連続で女子ダブルス4強進出がある。1982年と1983年の2年連続で、西ドイツ・チームはフェデレーション・カップで2年連続の決勝進出を果たしたが、1982年はアメリカ、1983年はチェコスロバキアに敗れて準優勝になっている。バンジは1983年2月にツアー4勝目を挙げたが、それ以後はツアーのシングルス・タイトルを獲得できなかった。
その後しばらく、故障で世界ランキングを落とした時期もあったが、1986年のウィンブルドンで4年ぶりのベスト8進出を果たす。この準々決勝で壁になったのもマルチナ・ナブラチロワだった。この年はダブルスで好成績があり、日本の東レ パン・パシフィック・オープン・テニストーナメントでシュテフィ・グラフとペアを組んで優勝を飾った。当時グラフは17歳の伸び盛りで、この年の東レテニスは単複制覇だった。1987年にグラフが世界ランキング1位に躍進すると、西ドイツの女子テニス界は大きな弾みがつき、この年に西ドイツはフェデレーション・カップで待望の初優勝を飾った。
しかし1988年に入ると、バンジは左膝の故障に悩み、この年は試合に全く出場できなかった。1989年のシーズンを最後に、バンジは26歳の若さで現役を引退する。この頃にはグラフが世界ランキング1位を独走し、彼女の先駆者となった選手たちの時代は終わりに近づいていた。